# 9351 Neumayer
9351 Neumayer este un asteroid din centura principală de asteroizi.

## Descriere
9351 Neumayer este un asteroid din centura principală de asteroizi. A fost descoperit pe 2 octombrie 1991 la Tautenburg de Lutz Dieter Schmadel și Freimut Börngen. Asteroidul prezintă o orbită caracterizată de o semiaxă mare de 2,36 ua, o excentricitate de 0,14 și o înclinație de 2,8° în raport cu ecliptica.